# Texas Tech Red Raiders

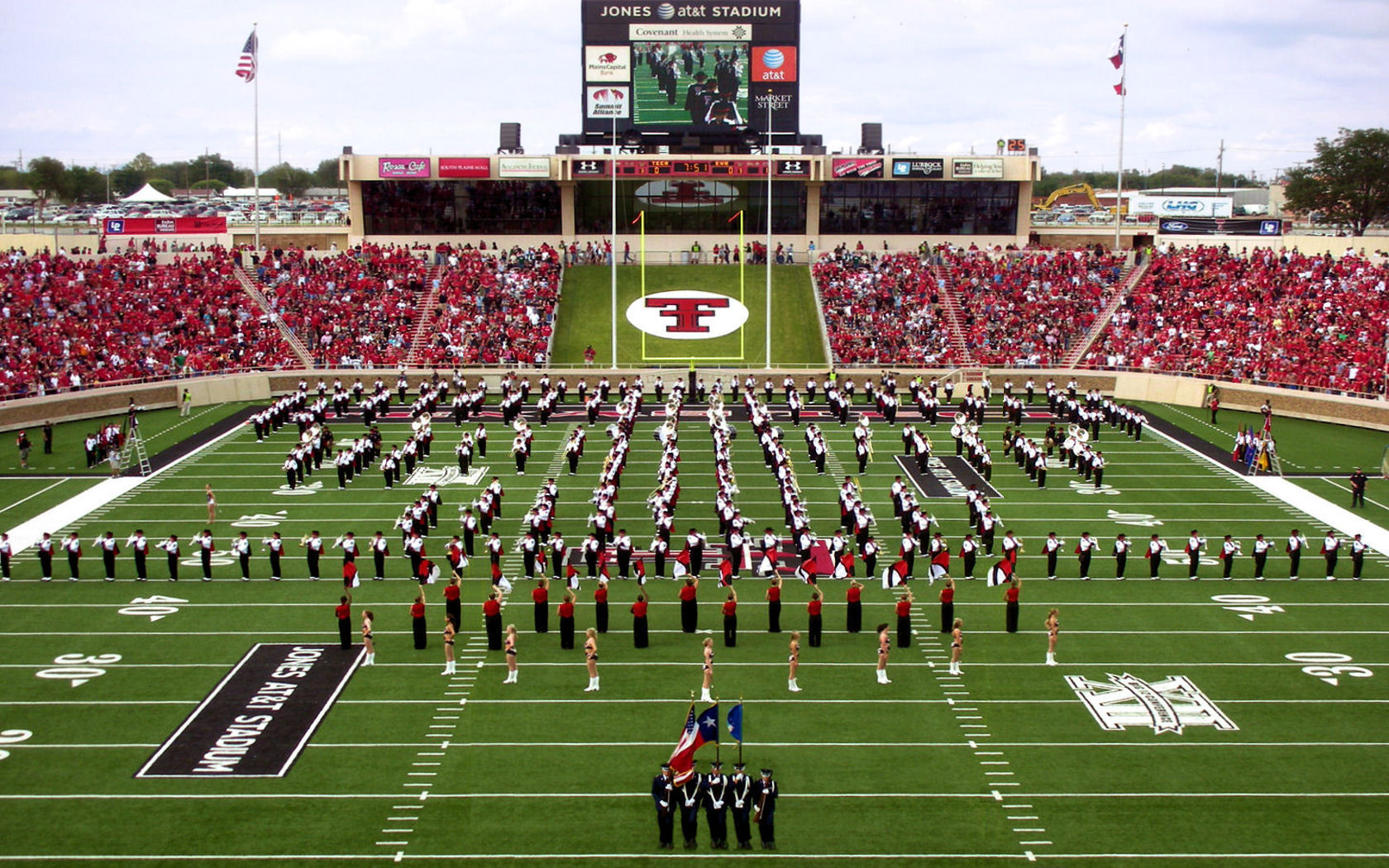
Prolegómenos de un partido de fútbol americano.

Texas Tech Red Raiders (español: Jinetes Rojos de la Tecnológica de Texas) es el nombre de los equipos deportivos de la Universidad Tecnológica de Texas en Lubbock, Texas. Los equipos de los Red Raiders participan en las competiciones universitarias organizadas por la NCAA, y forma parte de la Big 12 Conference. El equipo de baloncesto femenino es conocido como Lady Raiders.

## Deportes
| - Masculino - Béisbol - Baloncesto - Campo a través - Fútbol americano - Golf - Tenis - Atletismo | - Femenino - Baloncesto - Campo a través - Golf - Fútbol - Softbol - Tenis - Atletismo - Voleibol |

## Baloncesto
El equipo de baloncesto masculino se clasificó para los octavos de final del campeonato nacional en 1961, 1962, 1976, 1996, 2004, 2005, 2018 y 2019, alcanzando los cuartos de final en 2018 y la Final Four en 2019, cuando disputó la final, que perdió ante Virginia.

## Fútbol americano
El programa de fútbol americano ha ganado 11 títulos de conferencia y ha ganado 14 bowls.